# Камчия (резерват)
Вижте пояснителната страница за други значения на Камчия.
Ка̀мчия е резерват в България.

## Основаване и статут
Камчия е обявен за резерват с Постановление от 29 юни 1951 г. на Министерството на горите. Заради важното си природозащитно и екологично значение в периода 1977 – 2017 г. е включен в световната мрежа от биосферни резервати като част от програмата „Човек и биосфера“ на ЮНЕСКО за опазване на най-представителните екосистеми на планетата. Целта е запазването на лонгозните гори по долното течение на река Камчия. През 2020 год. резерватът е изключен от тази програма. Решението за изключване е взето от Националния комитет "Човек и биосфера" през септември 2016 г. след отрицателни становища от общините Долни Чифлик и Аврен на чиято територия се намира резервата.

## Местонахождение
Намира се в долното течение на река Камчия (в местността Камчийски пясъци) землищата на общините Аврен и Долни чифлик. Резерватът се намира на около 25 км южно от град Варна, в близост до курортите Камчия и Шкорпиловци. Включва блатата Лесински азмак с площ от 2 km2 и Мазния азмак с площ 1,4 km2, които са останки от стари речни ръкави, естествено свързани с реката. В тях се срещат бяла и жълта водна лилия. А също така и блатото Камчийска (Венелинова) балта с площ площ 1,23 km2 и Карабурунското (Крушевското) блато, което е превърнато в рибарници с площ 1,2 км2.

## Флора
Гората е наречена лонгоз и целта на резервата е да се запази нейният естествен вид. Гората на места достига до 50 м височина. В лонгозната гора се срещат около 40 вида дървета: летен дъб, елша, бяла топола, дива круша, върба, мъждрян и др., но преобладават полски бряст и ясен. Голяма част от дърветата са на възраст над 150 години и с височина над 35 метра. Храстите са представени от червена къпина, глог, шипка, дрян, леска и др. От особено голямо значение са и лианите, които образуват завеса на по-влажните места. Те са представени от скрепка, дива лоза, имел и др. На територията на резервата се намира едно от най-големите находища на блатно кокиче в България. В реката се срещат лилии и други водолюбиви растения.

## Фауна

### Бозайници
В гората се срещат много бозайници: сърна, елен, дива свиня, лисица, дива котка и др.
В резервата са установени 26 вида дребни бозайници. Интерес представлява кафявата горска полевка, която обикновено се среща в широколистните гори в България 800 м н.в. По Черноморието е установена само в района на Камчия и Ропотамо. Друг интересен вид в природозащитно отношение е видрата (L. lutra) – включена в Европейския червен списък и Берлинската конвенция.

### Птици
В района на резервата са установени 258 вида птици, което съставя 66% от установените в България видове. От тях 56 присъстват в Червената книга на България. Резерват Камчия е единственото място в България, където зимува червеноглавата потапница. Отбелязани са 118 вида птици с неблагоприятен европейски природозащитен статус (според критериите на Birdlife International), от които 32 вида гнездят. Сред редките за България и Европа птици, размножаващи се в резервата са черният щъркел (C. nigra), малкият креслив орел (A. pomarina), соколът орко (F. subbuteo.), големият ястреб (A. gentiles), осоядът (P. apivourus), както и седем (от общо 9) вида от кълвачите, разпространени в Европа. Специално за гнезденето на средния пъстър кълвач и полубеловратата мухоловка резерват „Камчия“ е едно от най-важните места за тези видове в Европа.
Общо 47 вида гръбначни животни от фауната на резервата са включени в Червената книга на България.

### Риби
Рибите са представени от около 40 вида, като 8 от тях са мигриращи от Черно море. В река Камчия се срещат 25 вида риби, което съставлява по-голямата част от българската сладководна ихтиофауна. Седем вида от рибното разнообразие на резервата са включени в националната Червена книга – див шаран (C. carpio), кавказко попче (K. caucasica), деветиглена бодливка (P. platygaste).